# Phalops cyanescens
Phalops cyanescens là một loài bọ cánh cứng trong họ Bọ hung (Scarabaeidae).